# Biển Levant
Biển Levant (đọc là Lơ-văng) là một vùng biển nằm ở cực đông của Địa Trung Hải. Diện tích của biển Levant là khoảng 320.000 km².

## Địa lý

Phạm vi của biển Levant (màu cam)

Về mặt địa lý, biển Levant giáp với Thổ Nhĩ Kỳ ở phía bắc; giáp Syria, Liban, Israel và Dải Gaza ở phía đông; giáp Ai Cập ở phía nam và biển Aegea ở phía tây bắc. Biên giới phía tây giáp với Địa Trung Hải được định nghĩa là một đường kéo dài từ mũi Ras al-Helal ở Libya đến đảo Gavdos, phía nam đảo Crete. Phần phía bắc của biển Levant giữa Síp và Thổ Nhĩ Kỳ được gọi là biển Cilicia. Ở phía bắc là hai vịnh lớn, là vịnh Alexandretta (phía đông bắc) và vịnh Antalya (phía tây bắc). Hòn đảo lớn nhất ở biển Levant là đảo Síp. Độ sâu lớn nhất được ghi nhận của biển này là 4384 m ở rãnh Pliny, cách khoảng 80 km về phía nam của đảo Crete.

## Lưu vực
Mỏ khí Levant nằm ở lưu vực Levant, phía đông nam Địa Trung Hải. Về phía tây là lưu vực Châu thổ sông Nin, theo sau là lưu vực Herodotus, rộng khoảng 130.000 km² và sâu khoảng 3200 m, có niên đại khoảng 340 triệu năm, được cho là lớp vỏ đại dương lâu đời nhất được biết đến trên toàn thế giới.